# Cría selectiva
La cría selectiva es el proceso artificial que emplean los criadores de plantas o animales domésticos para desarrollar nuevas razas, fijando caracteres destacados encontrados en una población determinada. 
Seleccionando  de entre una población los individuos más adecuados al fin buscado, se obtiene una nueva población con determinadas características ventajosas. Si bien no es siempre indispensable, en este proceso es frecuente el empleo de la técnica del retrocruzamiento, en la cual se cruza un descendiente híbrido de primera generación con uno de los padres o con un genotipo idéntico al paterno. 
La cría selectiva forma parte del proceso de domesticación vegetal o animal. Mediante la misma una población animal o vegetal logra perder algunas de las características que la identificaban (por ejemplo espinas, cuernos, coloración críptica, etc.) y va adquiriendo o desarrollando ciertos caracteres 
genéticos, morfológicos, fisiológicos, o de comportamiento, los que son específicamente buscados por los criadores, los cuales son heredables.